# Emanuel Hiel
Pour les articles homonymes, voir Hiel.
Emanuel Hiel (parfois orthographié Emmanuel Hiel) est un écrivain belge d'expression néerlandaise né à Saint-Gilles-lez-Termonde le 31 mai 1834 et décédé à Schaerbeek le 27 août 1899.
Homme de lettres et poète, Emmanuel Hiel est un des précurseurs du mouvement flamand à une époque où la langue flamande n'est que très peu, pour ne pas dire aucunement, reconnue dans la jeune Belgique (devenue indépendante trois ans avant la naissance d'Emanuel Hiel).

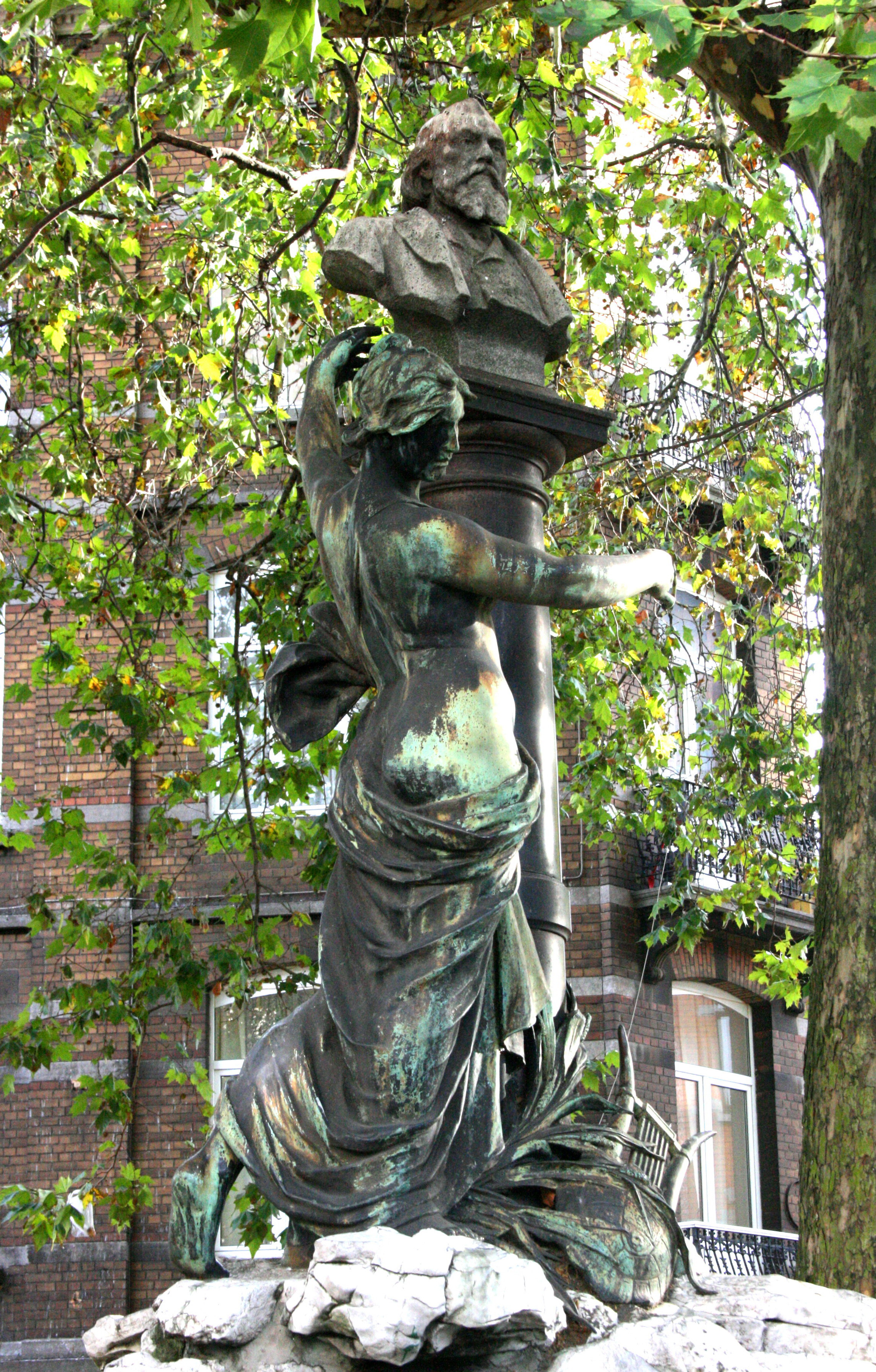
Buste d'Emanuel Hiel à Schaerbeek

Plusieurs communes, dont celle de Schaerbeek, ont donné son nom à une rue. À Gand, dans la rue Emmanuel Hiel, fut construit le Emmanuel Hielstadion, qui fut de 1905 à 2010, le stade de résidence du K. RC Gent-Zeehaven (anciennement R. RC de Gand).

## Biographie
Hiel étudie dans sa ville natale où il ouvre une librairie, la consacrant presque exclusivement à la langue flamande (Vlaamsche taal) à une époque où celle-ci n'avait pratiquement aucune reconnaissance. Il écrit et traduit de nombreux poèmes et compose des poèmes symphoniques. Quand sa librairie fait faillite, il devient employé à Bruxelles puis fonctionnaire au ministère de l'Intérieur.
En 1869, Hiel devient bibliothécaire au musée royal de l'Industrie, tâche qu'il partage avec une fonction de chargé de cours au Conservatoire royal de Bruxelles.
Par ses écrits, Emmanuel Hiel influence le dramaturge flamand Peter Benoît.
À Bruxelles, il était membre de la loge maçonnique Les Amis philanthropes.

## Légende
Une légende, difficile à vérifier, prétend que, lors d'un voyage à Paris, Emmanuel Hiel urina sur l'Arc de Triomphe en protestation contre la culture française ![non neutre]

## Quelques œuvres
- Looverkens (1859)
- Nieuwe liedekens (1861)
- Gedichten (1863)
- Lucifer (1865)
- De wind (1865)
- De Schelde (1867)
- Gedichten (1868)
- De liefde in het leven (1870)
- Psalmen, zangen en oratoria's (1870)
- Gedichten (1874)
- Jan Borluut (1875)
- Bloemeken (1876)
- Hymnus aan de schoonheid (1882)
- Historische zangen (1885)
- Flandrialiederen voor ons volk (1886)
- Monodramen en andere gedichten (1893)
- Symfonieën en andere gezangen (1894)
- Droomerijen (1895)

- Notices d'autorité :   - VIAF
  - ISNI
  - IdRef
  - LCCN
  - GND
  - Espagne
  - Belgique
  - Pays-Bas
  - Tchéquie
  - WorldCat